# Helmut Lamp

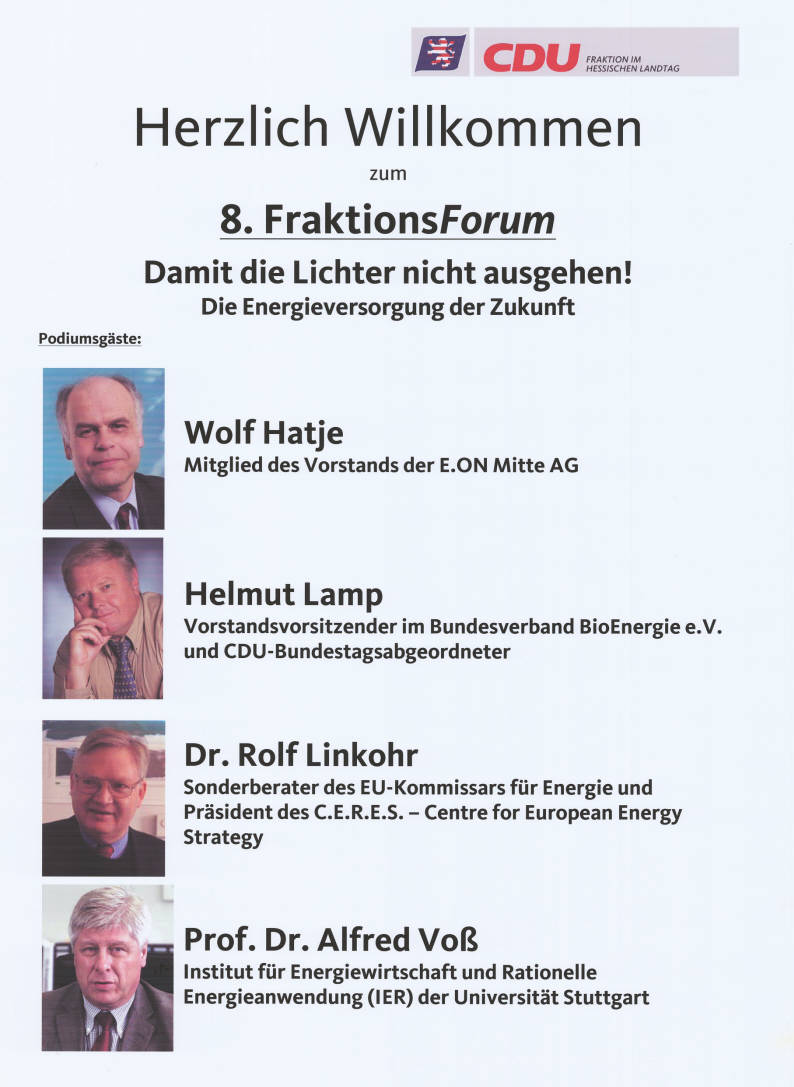
Helmut Lamp auf einem Veranstaltungsplakat der CDU-Fraktion des Hessischen Landtags

Helmut Lamp (* 3. Juli 1946 in Schönberg, Kreis Plön) ist ein deutscher Politiker (CDU).

## Leben und Beruf
Nach der Mittleren Reife absolvierte Lamp eine landwirtschaftliche Ausbildung und ist seitdem als Landwirt tätig. Er ist Vorsitzender des Vorstandes des Bundesverbandes BioEnergie e. V. (BBE).
Helmut Lamp ist verheiratet und hat drei Kinder.

## Abgeordneter
Helmut Lamp war erstmals von 1990 bis 1998 Mitglied des Deutschen Bundestages. Am 28. März 2000 rückte er für den verstorbenen Abgeordneten Gert Willner in den Bundestag nach, dem er dann noch bis zum Ende der 14. Wahlperiode 2002 angehörte. Als Nachrücker für die ausgeschiedene Abgeordnete Angelika Volquartz zog er am 18. Juni 2003 erneut in den Bundestag ein und war wiederum bis zum Ende der 15. Wahlperiode 2005 Mitglied des Bundestages. In der 16. Wahlperiode bis 2009 war Lamp seit dem 20. Dezember 2007 nochmals Nachrücker, diesmal für den zurückgetretenen Abgeordneten Carl-Eduard von Bismarck.
Helmut Lamp ist 1990 und 1994 als direkt gewählter Abgeordneter des Wahlkreises Plön - Neumünster und als Nachrücker wahlrechtsgemäß über die Landesliste Schleswig-Holstein in den Bundestag eingezogen.